# Торе-Холь
Торе́-Холь (Тере-Холь) — пресноводное, не имеющее наземного стока, озеро на юге Тывы, на границе с Монголией. Площадь зеркала российской части озера — около 35 км², монгольской — 7 км².

## Топоним
В тувинском языке торе — означает стремя, что отражает форму озера. В советских источниках название было ошибочно распространено как «Тере-Холь», хотя озеро с таким названием является совершено отдельным водоёмом на юго-востоке Тывы.

## География
Расположено в Убсунурской котловине, приблизительно в 20 км к юго-юго-западу от посёлка Эрзин. Берега — песчаные дюны высотой до 12 м. Ограничено с северо-востока песками Цугэр-Элс и с юго-востока песками Эдэр-Элэзин. Берега покрыты редким кустарником. Окружающая местность пустынная. Образовалось в результате подпруживания одного из притоков реки Тес-Хем движущимися песками. Из рыб в озере водятся щука, пелядь и осман.

## Рекреация
На берегу работает ресторан и кемпинг из коттеджей и войлочных юрт.

## Топографические карты
- Лист карты M-46-XVII Берт-Даг. Масштаб: 1 : 200 000. Указать дату выпуска/состояния местности.
- Лист карты M-46-XVIII Самагалтай. Масштаб: 1 : 200 000. Указать дату выпуска/состояния местности.